# 住人十色
『住人十色 〜家の数だけある、家族のカタチ〜』（じゅうにんといろ 〜いえのかずだけある、かぞくのカタチ〜）は、2008年4月5日から毎日放送（MBSテレビ）で放送されている生活情報番組。番組表上では『住人十色』と略記されることがある。
製作局の毎日放送では、毎週土曜 17:00 - 17:30（JST）に関西電力の一社提供番組として放送されている。2016年4月以降の放送では、「関西電力Presents 住人十色」というタイトルロゴをオープニング映像に出している。ただし、同社が諸般の事情で他のスポンサー番組と共に提供とCMの出稿を見合わせる時期には、ノンスポンサー扱いで放送する。また、同局のみが字幕放送を実施している。
当初は関西ローカルの番組であったが、2010年代以降は、TBS系列局の一部や韓国・台湾・香港のテレビ局でも遅れネットで放送されている。

## 概要
番組のキーワードは『家』で、7年間続いた『暮らしカルマガジン みかさつかさ』の後継番組として放送開始。放送上「訪問者」と称するリポーターは、日本各地から1軒の『家』を訪れたうえで、『家の主（あるじ）』による『家』へのこだわりや『家』自体の魅力を探る。そのため、番組の公式サイトでは、視聴者が知っている素敵な『家』の情報を随時募集している。
紹介する『家』には、建築家や建築設計事務所の手掛けた注文住宅が多いが、狭小住宅、リフォームを済ませたばかりの古民家や中古ビル・分譲マンションの一室、『主』が全体（または一部）を自分で仕上げたセルフビルドの家屋なども含まれる。
当番組では、リポートパート（『家』のVTR取材）とスタジオパートに大別。リポートパートの前後に、スタジオパートをはさむ構成になっている。「訪問者」は基本として、リポートパートのVTRにのみ出演。リポートVTRには、『家』を建てるまでの経緯や、その『家』独特の過ごし方について、『主』の家族が再現ドラマ仕立てで紹介するシーンを盛り込むほか、『主』の家族が手料理で夕食を取っているシーンを最後に必ず挿入している。放送時期や企画によっては、「訪問者」がスタジオパートにも登場したり、リポートVTRの中で『主』の家族と夕食を共にしたりすることがある。日本国内で新型コロナウイルスへの感染が拡大している2020年以降もリポートロケを随時実施しているが、ロケ中に「訪問者」にマウスシールド・「主」と家族にマスクを必ず着用させている関係で、放送上はロケ中の発言を字幕で丁寧にフォロー。また、前述した食事シーンの撮影を割愛している。
番組の中盤以降に放送されるスタジオパートでは、紹介する『家』のデータ（延床面積・建築面積・竣工時期・建築工法・建築またはリフォームの総費用）を、「ナビゲーター」（毎日放送の女性アナウンサーから1名）が必ず紹介。リポートVTRの合間には、その『家』の意外な特徴・悩みに関するクイズを、ナビゲーターからMCに向けて1問出題する。MCは、今後紹介する予定の『家』の情報の募集を兼ねて、当日の放送で取り上げた『家』に関するショートコント風のやり取りをエンディングで展開している。
スタジオパートのMCについては、番組開始以来、基本として松尾貴史とユンソナがコンビで務めてきた。ユンソナは、2008年8月から産休を取った後に第1子（男児）を出産。2009年1月から当番組に復帰したが、自宅のある韓国・ソウルで第1子の育児と第2子の出産準備に専念するため、2012年5月26日放送分で当番組を卒業した。同年6月2日放送分（以上の日付はいずれもMBSでの放送日）からは、三船美佳が2代目の女性MCを務めている（第2子の懐妊に伴う産休で放送上は2020年9月19日から12月5日まで休演）。
スタジオパートは木曜日に収録。番組開始から2014年3月29日放送分までの収録場所は、MBSスタジオ in USJ（大阪市此花区）であった。毎日放送本社（大阪市北区茶屋町）の新館（通称「B館」）完成を機に、同スタジオを閉鎖することが決まったため、同年4月5日放送分からは「B館」のスタジオを収録に使用している。さらに、同局の2019年4月改編を機に、放送で用いるタイトルロゴやテロップの書体を、丸味を帯びたゴシック体に統一している。
2021年7月24日で、毎日放送における通算の放送回数が600回に到達。2022年10月から半年間は、同局が土曜日の7:30 - 17:30を対象に「在阪の民放テレビ局では初めて」とされる自社制作番組（2本の全国ネット番組を含む7本）の10時間連続レギュラー編成を関西ローカルで実施していたため、当番組がこの編成における最終番組になっていた。同局では2023年4月以降も当番組を引き続き17時台の前半（17:00 - 17:30）に放送しているが、2022年4月から16時台で定期的に放送していた『三度の飯よりアレが好き!』（アナウンスセンターで制作していた関西ローカル番組）を前月で終了させるとともに、10時間連続レギュラー編成の時間帯を5:45 - 16:00に移している。
ちなみに、前述したナビゲーターは2009年3月の放送分から設けられていて、高井美紀が当初から14年近くにわたって務めてきた。しかし、毎日放送の2023年1月28日放送回では、高井に代わって辻沙穂里（2018年入社の後輩アナウンサー）がナビゲーターを担当。さらに同局では、高井が放送の3日前（1月25日）に55歳で急逝していたことを2月2日に公表した。高井は当番組の2月4日放送分までスタジオ収録へ参加していたことから、毎日放送では同日に当番組を予定通り放送。放送に際しては、収録日（2022年12月21日）を伝えるテロップをスタジオパートの映像に加えたほか、「機転とユーモア そして深い愛情で 番組を支えてくれたあなたを忘れません ありがとう 安らかに 『住人十色』」というメッセージで高井への追悼と感謝の意を示した映像を最後に組み込んだ。辻は2月11日・3月4日・3月11日放送回にもナビゲーターとして出演していたが、あくまでも暫定措置であったため、公式サイトでは「ナビゲーター」としての紹介を割愛。2月18日には松尾・三船とも登場しないオールロケバージョン、2月25日・3月18日・4月1日放送回ではナビゲーターが放送上スタジオパートに登場しない構成、4月15日・22日放送回では三船が「訪問者」として登場するオールロケ（同じ『家』で収録した）シリーズ企画で放送した。3月24日・4月8日には特別編成で放送自体を休止していたが、4月29日放送回からは、海渡未来（2022年入社の後輩アナウンサー）を第2代のナビゲーターとして正式に起用している。
2023年には、関西ローカルでの放送開始から15周年を迎えた。その一方で、番組の開始当初から16年間出演してきた松尾が、毎日放送における2023年度の最終（2024年3月22日放送）回をもってMCを勇退。2024年度の初回（2024年4月13日放送回）からは、駿河太郎（笑福亭鶴瓶の長男）を松尾の後任（第2代の男性MC）に起用しているほか、スタジオパートのセットを一新した。ただし、エンディングにおけるショートコント風のやり取りは、駿河をMCに迎えてからも続けられている。

## 出演者

### 現在

#### スタジオ出演者
- 駿河太郎（第2代男性MC、2024年4月13日 - ）
  - 笑福亭鶴瓶（本名：駿河学）の長男で、イギリスへの音楽留学などを経て、2003年にミュージシャンとしてメジャーデビュー。2008年以降は主に俳優として活動しているが、番組の司会をレギュラーで務めることは当番組が初めてである[7]。
- 三船美佳（第2代女性MC、2012年6月2日 - ）
  - 初代司会のユンソナがソウルでの交通事故による骨折で出演を見合わせていた時期（2010年12月4日放送分 - 2011年1月15日放送分、2011年1月1日放送分を除く）にも、上原さくらとともにユンソナの代役として出演していた。ユンソナの番組卒業を機にレギュラー出演を開始。
  - MBSで当番組が放送されていた2020年7月11日（土曜日）に、第2子を懐妊中（妊娠8か月）であることを発表。当番組では2020年8月19日の収録まで参加した後に、翌20日からの産前産後休業を経て、同年12月12日（当初の予定は11月）放送分から復帰した[8]。
  - 実際には2020年9月17日に第二子（次女）を出産した[9]が、放送上は同年9月19日から12月5日まで休演したため、休演期間中は以下のように代役（放送上の呼称は「ゲストMC」）を立てている（◎印の人物は通常の放送でも「訪問者」としてロケ映像にのみ登場）。
    - 2020年9月19日・10月10日・11月28日・12月5日放送分：那須晃行◎[10]（なすなかにし）
    - 2020年10月17日・24日放送分：朝日奈央
    - 2020年10月31日・11月7日[11]放送分：黛英里佳◎
    - 2020年11月14日[12]・21日放送分：宮地真理子◎
- 海渡未来（第2代ナビゲーター、MBSアナウンサー、2023年4月29日 - ）
  - リポートパートとスタジオパートをつなぐ役割で、「訪問者」が取材した『家』の補足情報をスタジオでMCに紹介。リポートVTRの途中には、MCに向けてクイズを1問出題している。
  - 自身のMBS入社1年目（2022年度）の終盤に高井が急逝したことを受けて、入社2年目ながら高井からナビゲーターを正式に継承。初めての担当回では、先輩（2011年に入社したアナウンサー）の福島暢啓が「訪問者」として取材した『家』の情報を伝えていた。
- かわたそのこ（ナレーター）

#### 「訪問者」
実際に日本各地の『家』を訪れるリポーター。基本としてほぼ週替わりでVTRに登場するが、出演頻度は担当者によって異なる。
- 宮地眞理子
- 諸岡なほ子
- 松永京子
- 那須晃行（なすなかにし）
- 川幡由佳
- 黛英里佳
- 御秒奈々
- 川島陽子
- 川崎亜沙美
- 宮下ジェイミー静
- 笑福亭鉄瓶
- 中間淳太（ジャニーズWEST→WEST.）
- 濵田崇裕（同上）
- 春香クリスティーン
- 中村果生莉
- 上田まりえ
- 横田美紀
- 団長安田（安田大サーカス）
- 高松新一（オジンオズボーン）
- 平子祐希（アルコ&ピース）
- 杉本青空（からし蓮根）
- 比嘉バービィ
- 小嶋花梨（NMB48キャプテン）
- ハリー杉山
- 向井慧（パンサー）
- 河野良祐（令和喜多みな実）
- 福島暢啓（MBSアナウンサー）[13]

他にも、単発あるいは不定期で出演するタレントがいる。
また、年末年始に放送される特別番組『住人十色 闘う家○○』（○○は西暦における放送年の年号）を中心に、MCが「訪問者」を兼ねることもある（下記の日付はいずれも関西ローカルでの放送日）。
- 2014年1月2日の14:00 - 15:00に放送された『闘う家2014』では、三船が母・喜多川美佳のために新築したばかりの家を、松尾と三船が紹介。喜多川や、三船と同居していた当時の夫・高橋ジョージも登場した。ちなみに三船は、放送翌年の2015年に高橋を相手取って離婚の訴訟を起こしていることを公表（2016年に協議離婚が成立）。高橋との間に授かった長女や喜多川と揃って、訴訟中に関西地方（毎日放送の放送対象地域）へ移住した（2019年3月に再婚[8]）。
  - なお、三船家では再婚後の2021年に新居を建築。三船曰く「当番組のMCとしてスタジオで取材映像を見届けてきたおよそ500軒もの家から、一部のアイデアを参考にした」とのことで、2022年5月28日には松尾を「訪問者」として新居に迎えたロケの映像が放送された。
- 2020年3月14日放送分では、平安伸銅工業（「つっばり棒」の製造・販売で知られる日用品メーカー）代表取締役・竹内香予子の自宅（通称「つっぱり棒ハウス」）を、松尾が「訪問者」として取材した模様を放送した。「つっばり棒」の活用法の紹介を兼ねた訪問で、MCによる単独取材は初めてであった[14]。

### 過去の出演者
- 松尾貴史（初代男性MC、番組開始 - 2024年3月22日）
  - 肺塞栓症の発症に伴って2021年12月15日から27日まで入院していたため、入院期間中のスタジオ収録では福島暢啓[15]がMCを代行。同局ではその模様を、2022年1月29日[16]と2月5日に放送した。なお、福島は2023年9月9日・16日放送分でも松尾に代わってMCを担当。
- ユンソナ（初代女性MC、番組開始 - 2008年8月2日・2009年1月10日放送分 - 2010年11月28日放送分・2011年1月22日放送分-2012年5月26日放送分）
  - 2008年8月16日放送分から12月27日放送分まで第1子の出産、2010年12月4日放送分から2011年1月15日放送分までは、交通事故での骨折による療養を理由に、それぞれ出演を見合わせていた。なお、療養から復帰する直前に放送された特別番組『おせちもいいけどおウチもね〜闘う家2011〜』（2011年1月1日放送分）では、松尾が韓国でリハビリ中のユンソナの自宅を訪れた模様のVTRが放送された。
- 上原さくら（2010年12月4日放送分 ‐ 2011年1月15日放送分）
  - ユンソナの交通事故療養期間中に、三船とともに女性MCを代演（いずれも2011年1月1日分を除く）。
- 高井美紀（初代ナビゲーター、出演期間中はMBSアナウンサー、2009年3月 - 2023年2月4日）
  - ナビゲーター在任・MBSアナウンサー在職中の2023年1月25日（水曜日）に、55歳で急逝。逝去の3日後（28日）がMBSにおける当番組の放送日であったが、同局ではこの時点で高井の訃報を公表せず、本人が体調不良を理由に収録への参加を見合わせていたスタジオパートの映像を放送した。MBSは2月2日（木曜日）に高井の訃報を初めて公表したうえで、本人が生前最後に収録（2022年12月21日）へ参加していたスタジオパートの映像を4日に放送した[17]。
- 辻沙穂里（ナビゲーター代理、MBSアナウンサー、2023年1月28日・2月11日・3月4日・3月11日）
  - 先輩アナウンサーでもあった高井が体調不良でスタジオ収録への参加を見合わせていた回で、ナビゲーターを代行。定時ニュースを除く番組への出演は、第一子の出産を伴う産前産後休業を2022年4月に終えてから初めてであった。後輩アナウンサーの海渡が第2代ナビゲーターへ正式に起用された2023年4月以降は、再び休職したうえで育児に専念。
- 武川智美（ナレーター、MBSアナウンサー、#329で かわたそのこの代役）
- 松尾明子（ナレーター、MC企画所属、#330 - #342で かわたそのこの代役）
- 小島弘章（オーケイ）
  - 2008年から2012年まで「訪問者」に扮していたほか、スタジオパートにも一時出演。本人曰く、「『訪問者』として数々の家を取材するうちに収納への興味が湧いたことが、『収納王子コジマジック』というキャラクターを確立することにつながった」という。2009年に活動の拠点を東京へ移してからも、2012年12月9日放送分のスペシャル版で当時住んでいた借家[18]、前述した600回目の放送で「収納御殿」（2020年に新築した自宅）を紹介。

以下の人物はいずれも、ユンソナの産休期間中に女性MCを代演。
- 平山あや（2008年8月16日放送分 - 2008年10月18日放送分）※急病のため途中降板
- 井森美幸（2008年10月25日放送分 - 2008年11月8日放送分）
- 新山千春（2008年11月15日放送分 - 2008年12月27日放送分）

## ネット局

### 日本国内
放送時間については、編成上の事情や紹介する内容などに応じて、36分間に延長することがある。
| 放送対象地域   | 放送局                    | 系列    | 放送日時           | 放送開始日    | 備考   |
| -------------- | ------------------------- | ------- | ------------------ | ------------- | ------ |
| 近畿広域圏     | 毎日放送 (MBS) 【制作局】 | TBS系列 | 土曜 17:00 - 17:30 | 2008年4月5日  | [ 19 ] |
| 静岡県         | 静岡放送 (SBS)            | TBS系列 | 日曜 06:15 - 06:45 | 2011年5月22日 | [ 20 ] |
| 鳥取県・島根県 | 山陰放送 (BSS)            | TBS系列 | 土曜 17:00 - 17:30 | 2012年4月7日  | [ 21 ] |
| 愛媛県         | あいテレビ (itv)          | TBS系列 | 土曜 16:54 - 17:24 | 2015年4月5日  |        |
| 長崎県         | 長崎放送 (NBC)            | TBS系列 | 日曜 16:30 - 17:00 | 2015年7月12日 |        |
| 石川県         | 北陸放送 (MRO)            | TBS系列 | 金曜 10:20 - 10:50 | -             | [ 22 ] |
| 中京広域圏     | CBCテレビ (CBC)           | TBS系列 | 日曜 05:45 - 06:15 | 2020年1月26日 | [ 23 ] |

毎日放送以外のネット局では、関西電力のサービスエリアが放送対象地域に含まれていないため、当番組の放送に際して番組タイトルの映像や同社のCMを差し替え。RSK山陽放送 (RSK)や信越放送 (SBC) でも、不定期で放送している。

#### 過去のネット局
| 放送対象地域 | 放送局                   | 系列    | 放送日時                                                 | 放送期間                                                                                  | 脚注   |
| ------------ | ------------------------ | ------- | -------------------------------------------------------- | ----------------------------------------------------------------------------------------- | ------ |
| 山形県       | テレビユー山形（TUY）    | TBS系列 | 土曜 05:45 - 06:15 火曜 11:00 - 11:30                    | 2012年7月13日 - 2019年6月29日 2020年4月21日 - 2021年3月30日                               | [ 24 ] |
| 富山県       | チューリップテレビ (TUT) | TBS系列 | 月曜 14:59 - 15:28 月曜 15:55 - 16:24 月曜 10:21 - 10:50 | 2010年3月29日 - 2011年4月4日 2012年6月4日 - 2014年3月17日 2022年10月3日 - 2024年3月27日   | [ 27 ] |
| 広島県       | 中国放送（RCC）          | TBS系列 | 土曜 6:06 - 6:36                                         | 2022年1月8日 - 2022年3月26日                                                              | [ 28 ] |
| 高知県       | テレビ高知 (KUTV)        | TBS系列 | 土曜 17:00 - 17:30                                       | 2013年1月5日 - 2014年3月22日                                                              |        |
| 宮崎県       | 宮崎放送 (MRT)           | TBS系列 | 水曜 16:20 - 16:50                                       | 2016年4月7日 - 2021年3月23日                                                              | [ 29 ] |
| 山梨県       | テレビ山梨 (UTY)         | TBS系列 | 木曜 09:55 - 10:25                                       | 不明-2023年12月                                                                           |        |
| 日本全域     | Dlife                    | BS放送  | 火曜 19:00 - 19:30 日曜 09:30 - 10:00 火曜 19:00 - 19:30 | 2015年4月7日 - 2016年10月4日 2017年5月28日 - 2018年11月18日 2017年10月3日 - 2019年3月12日 |        |

### 国内インターネット配信
MBSテレビ放送日基準のため、遅れネット局ではインターネット配信が放送より先行する。
| 配信元        | 更新日時        | 配信期間 | 備考                            |
| ------------- | --------------- | -------- | ------------------------------- |
| MBS動画イズム | 土曜 17:30 更新 | 7日      | MBSテレビの最新回限定で無料配信 |
| TVer          | 土曜 17:30 更新 | 7日      | MBSテレビの最新回限定で無料配信 |
| GYAO!         | 土曜 17:30 更新 | 7日      | MBSテレビの最新回限定で無料配信 |

### 日本国外
初代女性MC・ユンソナの母国である韓国では、彼女の出演期間中にMBSで放送した回の一部を、2011年10月からHOMESTORY（ケーブルテレビ向けの生活・住宅・インテリア専門チャンネル）で放送中。台湾や香港のテレビ局でも、毎日放送で放送された内容を数か月遅れで放送されている。

## スタッフ
- 構成：草場昭子、上地茂晴、高井祥
- ブレーン：赤松利恵、平野友介、上野大輔
- 取材
  - 撮影：吉元伸和、山本修身、関照男、森一生、山本修身
  - 音声：井上聖司、北村俊典、滝田康昭、篠田光人、黒勝則
  - 編集：中澤丈、能宮幸恵、竹嶋夕貴
- TM：竹本友亮、喜多良平（MBS）
- TD/SW：上田一路、高瀬勝広、永間淳也（MBS）、阪本雅樹
- TD/MIX：石田良馬
- SW：塚田哲矢（MBS）
- VE：田村太平、藤森真二、鈴木哲也（MBS）、木戸勇太、奥川遼
- CAM：秋政菜々子、永間淳也（MBS）、澁谷徳士、桜井康行
- LD：吉田和之、佐藤真史（MBS）、藤森彩
- AUD：大谷紗代、長谷川優美、古川靖久、湊剛一、海老里美（MBS）
- MIX：金岡慎也、松田勇一
- MA：西川友貴、田中徳朗、直田輝彦、富永まい子
- 音効：黒澤秀一、植田靖央、ホ・ヨンジュン
- VTR：佐藤雅哉・川上忠士・石田良馬・北村真智子・村井充・藤井小春・下林高幸・岡本彩・吉田一翔（MBS）
- 美術：川原純（MBS）
- 美術進行：宮原大輔
- 美術制作（以前はタイトル）︰中嶋恵子、佐藤彩子
- 協力：関西東通[31]、放送映画製作所、アーチェリープロ、サウンドエースプロダクション、よしもとブロードテック、BRIO、Studio Nest、Gimmick
- 番組宣伝：野中彩未（MBS）
- AD：桂亮太、栗屋丈二、山内亜子、吉田明優、榊原朋佳、奥本彩葉、島本美咲
- アシスタントプロデューサー︰岩田晶子
- ディレクター：阿部淳人・遠藤伸哉・有本洋・河野哲也[32]・安田周平・松戸みゆ・小菅翔太・山本佳子（MBS企画）
- プロデューサー：高尾慧子（MBS）、森貴洋（MBS企画）
- 制作協力：MBS企画[33]
- 製作著作：MBS

### 過去のスタッフ
- 構成︰土屋幸喜
- ブレーン：東野ひろあき、玉田あい子／鎌塚百美、浜口尚弘
- TM：高木久之、永松良仁（MBS）
- TD/SW：喜多良平（MBS）
- VE：京橋範彦（MBS）
- CAM：吉元伸和（MBS）
- LD：荒木崇（MBS）
- AUD：高島一邦（MBS）
- MA：田中聖二
- 音効：大北由紀絵
- VTR：野畑智樹・三宅一平（MBS）
- 美術：内田公幸、前原清花・小谷唯史（MBS）
- 美術制作（以前はタイトル）：佐々木好一
- 美術進行：岡久世、木村真千子
- タイトル：松浦次郎（えむき）、廣瀬康次郎、正冨大樹
- タイトルCG：紀野伸子、村田英樹
- オープニングCG：ケネックジャパン
- 協力：SpEED、シネブレーン、CBCクリエイション、SDTエンタープライズ、よしもとブロードエンタテインメント、毎日舞台、高津商会、インターナショナルクリエイティブ、モア、TOCO、D-FLAT NAGOYA、RBCビジョン
- 番組宣伝：辻井恵子・斧志保・上村華乃子・古川範子（MBS）
- デスク：阿部能子（MBS企画）
- AD：平山崇（えむき）、小渕春奈
- ディレクター：松本武史・中口慶三（えむき）ほか
- AP：福井修（えむき）
- プロデューサー：堀素子（MBS）、浦川雅至・谷口美希子（MBS企画）